# Constantine Phipps (1. markiz Normanby)
Constantine Henry Phipps, 1. markiz Normanby KG, GCB, GCH (ur. 15 maja 1797, zm. 28 lipca 1863 w Londynie) – brytyjski arystokrata, dyplomata i polityk, członek stronnictwa wigów, minister w rządach lorda Melbourne’a.

## Życiorys
Był synem Henry’ego Phippsa, 1. hrabiego Mulgrave. Wykształcenie odebrał w Harrow School oraz w Trinity College na Uniwersytecie Cambridge . Na studiach był prezesem Cambridge Union Society. Od 1812 r. nosił tytuł grzecznościowy „wicehrabiego Normanby”. W latach 1818–1820 zasiadał w Izbie Gmin jako reprezentant kontrolowanego przez swą rodzinę okręgu Scarborough. Jednak wbrew politycznym tradycjom rodziny Phippsów, Constantine związał się ze stronnictwem wigów i poparł postulat emancypacji katolików.
Już w 1820 r. zrezygnował z miejsca w parlamencie i wyjechał w podróż do Włoch. Po powrocie w 1822 r. uzyskał mandat parlamentarny z okręgu Higham Ferrers. W 1825 r. opublikował książkę The English in Italy. W tym samym roku ukazała się jego powieść Matilda, a w 1828 r. wydano Yes and No. W 1826 r. Phipps zmienił okręg wyborczy na Malton. Po śmierci ojca w 1831 r. odziedziczył tytuł 2. hrabiego Mulgrave i zasiadł w Izbie Lordów.
W 1832 r. otrzymał stanowisko gubernatora Jamajki. Po powrocie w 1834 r. został Lordem Tajnej Pieczęci w istniejącym kilka miesięcy rządzie Melbourne’a. Po powrocie wigów do władzy w 1835 r. został lordem namiestnikiem Irlandii. W 1838 r. otrzymał tytuł markiza Normanby. W 1839 r. został ministrem wojny i kolonii, a następnie ministrem spraw wewnętrznych. Pozostał na tym stanowisku do upadku rządu w 1841 r.
W latach 1846–1852 Normanby był ambasadorem w Paryżu, a w latach 1854–1858 ministrem pełnomocnym we Florencji. Odszedł z czynnego życia politycznego po sporze z lordem Palmerstonem na temat kwestii włoskiej. Zmarł w 1863 r.
Od 12 sierpnia 1818 r. był żonaty z Marią Liddell (20 kwietnia 1798 – 20 października 1882), córką Thomasa Liddella, 1. barona Ravensworth, i Marii Simpson, córki Johna Simpsona. Małżonkowie mieli razem jednego syna, George’a, późniejszego 2. markiza Normanby.